# Barrage de Mokolo
Le barrage de Mokolo est un barrage de l'extrême nord du Cameroun. Implanté sur le Mayo-Tsanaga, dans la localité de Douvar, à 5 km au nord de Mokolo, sa mise en service a eu lieu en 1980.

## Histoire
Le barrage est un des premiers construits au nord du Cameroun. Construit entre 1978 et  26 septembre 1979,. 

## Construction
| \| 500 km1:18 610 000 \| Lom-Pangar (30 Mw) Édéa(276,4 Mw) Mekin (15 Mw) Memve'ele (211 Mw) Mokolo (?? Mw) Song Loulou (384 Mw) Mapé (??? Mw) Lagdo (72 Mw) Chollet (600 Mw) |
| 500 km1:18 610 000 |

| 500 km1:18 610 000 |

| Centrales hydroélectriques existantes        |
| Centrales hydroélectriques en projet         |
| (192 Mw) Capacités installées (en Mégawatts) |

Le barrage est un barrage de retenue d'eau construit en cuvette entourée de montage; il sert de point d'eau de consommation pour les localités avoisinantes.
Le site est une attraction touristique car les eaux abritent des crocodiles.

## Gestion
L'approvisionnement en eau de Mokolo est fait à partir de l'eau de ce barrage. Mora et le camp des réfugiés du Nigeria à Minawao y puisent leur eau de consommation.